# Beueler Stadtsoldaten

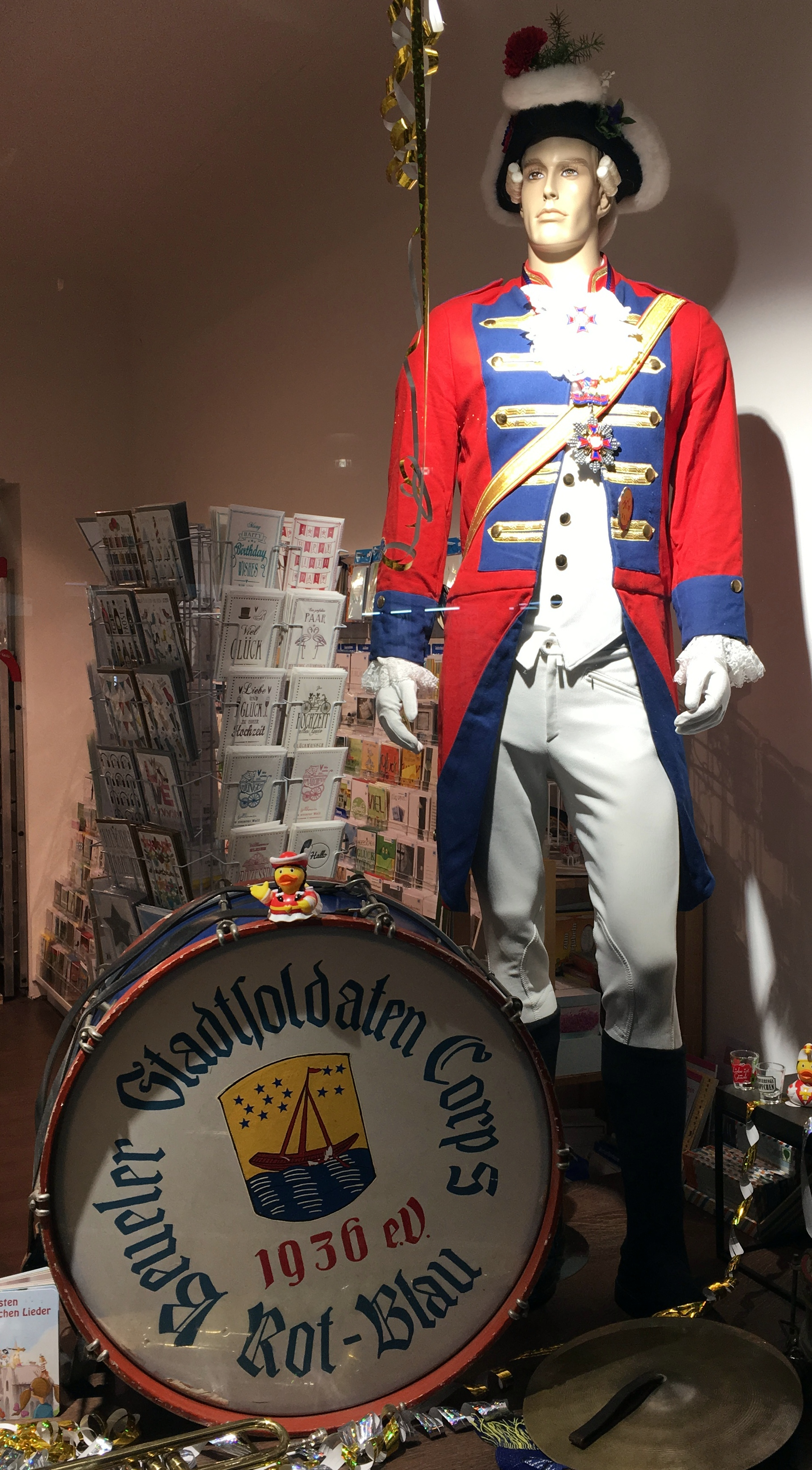
Uniform der Beueler Stadtsoldaten

Die Beueler Stadtsoldaten ist einer der großen Karnevalsvereine Beuels. Der im Vereinsregister der Stadt Bonn als Beueler Stadtsoldaten-Corps „Rot-Blau“ 1936 e. V. eingetragene Verein wurde 1936 gegründet und beschäftigt sich mit „Karneval, Brauchtumspflege und Seniorenbetreuung“. Der Verein, der sich an den drei großen Zügen – Weiberfastnacht, LiKüRa und dem Bonner Rosenmontagszug – beteiligt, hat mittlerweile über 500 Mitglieder.

## Historie

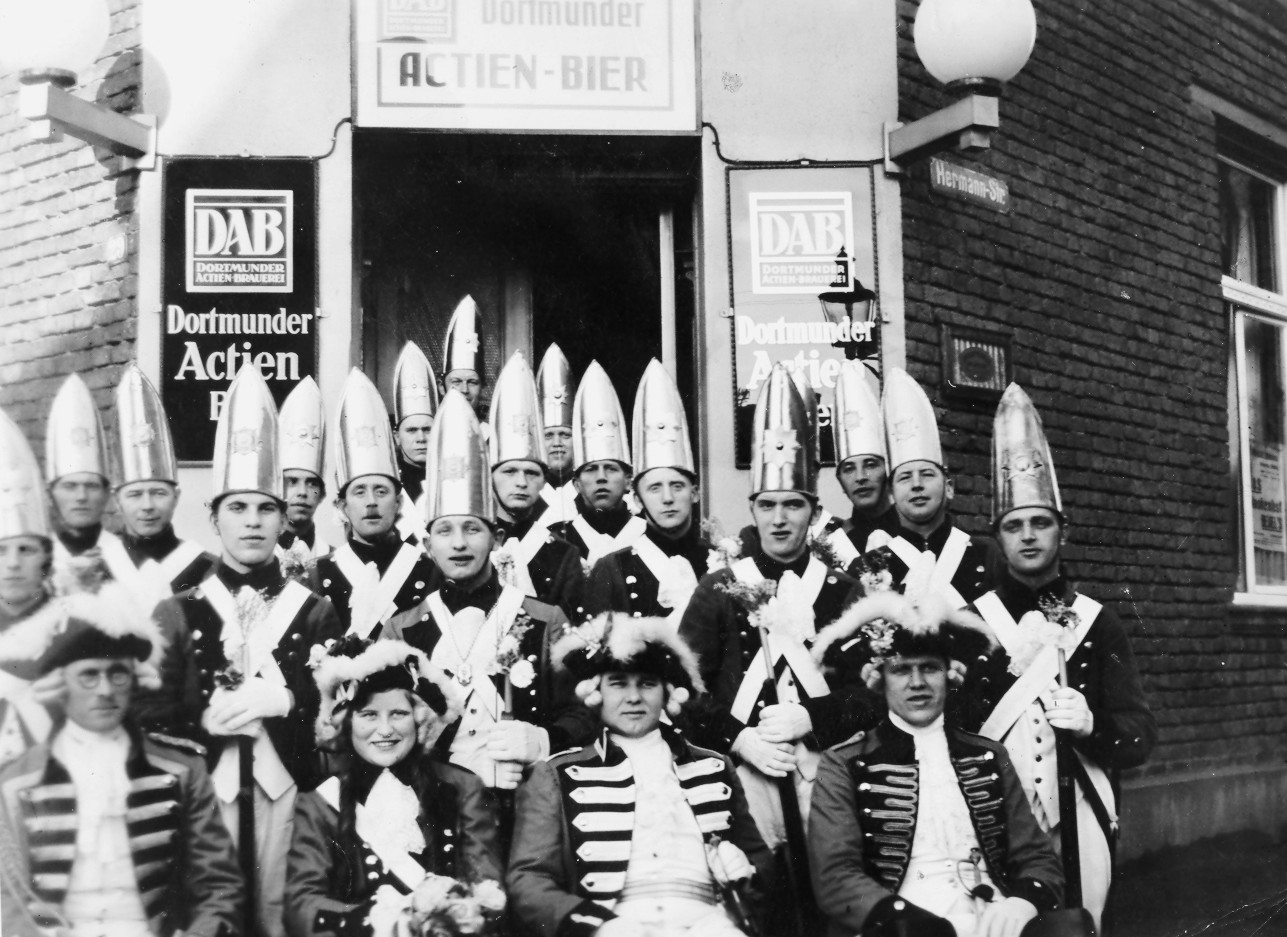
Gründungsmitglieder 1936

Der Grundstein des Beueler Stadtsoldaten-Corps „Rot-Blau“ wurde am 11. November 1935 in einer Beueler Gaststätte durch einige Mitglieder der Gesellschaft „Blumenkranz“ und des Festausschusses für den Beueler Karneval gelegt. Dabei waren Hans Peffekoven, Wimar May, Stefan und Michael Schell, Leo Wilbertz, Heinrich und Peter Klöver, Josef Arenz und andere. Zum ersten Kommandanten wurde Hans Peffekoven gewählt.
Die Farben der Uniformen sind rot und blau, es waren die Farben der damaligen Gemeinde Beuel. Man hatte sich friderizianische Uniformen ausgesucht. Die ersten Uniformen wurden zunächst aus dem Leihhaus Herbst in Bonn ausgeliehen, bevor man sich dann eigene zulegte, die in der Werkstatt des Schneidermeisters Karl Wecke fertiggestellt wurden.

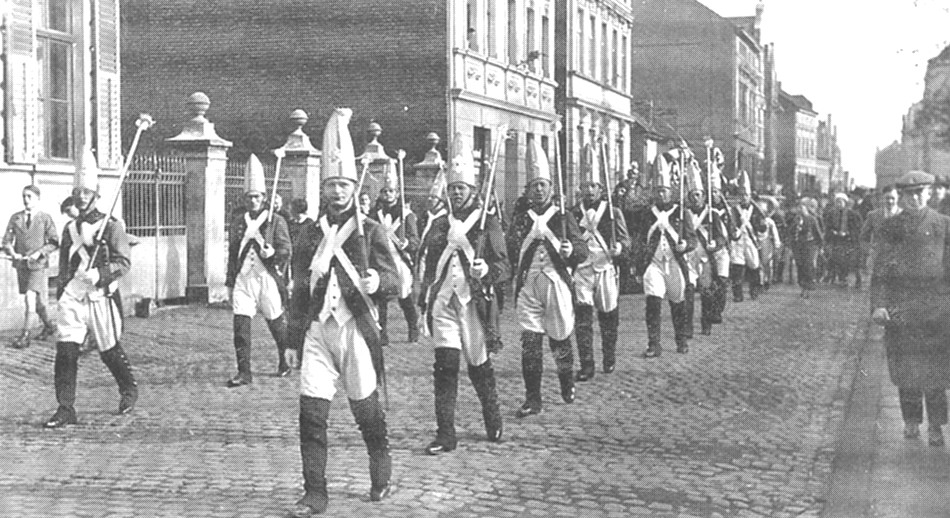
Erste Teilnahme am Karnevalszug in Beuel 1936

Zu den ersten Mitgliedern gehörten dann auch schon ein Tanzmariechen (Margarethe Uhrmacher) und ein Prinz (Martin Weigand). So konnte der Corps im Jahr 1936 erstmals am Karneval teilnehmen.
Die Jahreszahl 1936 mit den Farbbezeichnungen „Rot-Blau“ wurde dann später an den Namen „Beueler Stadtsoldaten-Corps“ angefügt.
Der Stadtsoldatentanz „Jo, su ne Beuele Jung“, geschrieben von Josef Nolden und erlernt durch den Tanzlehrer Brück, ist erhalten geblieben und gilt seit Jahren als „Traditionstanz“ des Corps.
In den Folgejahren wurden zusätzlich zur Teilnahme am Beueler Karnevalszug, der nun schon zur „Tradition“ geworden war, auch Sitzungen und Bühnenstücke aufgeführt. Zwischen 1939 und 1945 ruhte dann das Vereinsleben.
Nach Ende des Krieges wurde alles zusammengetragen und wieder aufgebaut, was noch vorhanden war. Unter Prinz Leo I. (Schebben) und seiner Beuela (Gisela Hammer) formierte sich 1950 der erste Karnevalszug nach dem Ende des Krieges. Da man für die Karnevalszüge und den Auftritte musikalische Untermalung benötigte, wurde ein Fanfarenzug gegründet. Nach zahlreichen Proben konnte das Stadtsoldaten-Corps 1951 erstmals mit „eigener“ Musik am Karnevalszug und den anderen Veranstaltungen teilnehmen.
Im Jahre 1954 ist der Verein dem Bund Deutscher Karneval beigetreten und war Gründungsmitglied des Festausschusses Siebengebirge, dem Zusammenschluss der Karnevalsvereine von Beuel bis Unkel.
In den 1960er Jahren stellte das Corps zweimal den Prinzen vom Siebengebirge und veranstaltete den Siebengebirgszug in Beuel.
Der vereinseigene Fanfarenzug wandelte sich in den Jahren 1968 bis 1970 zu einem Blasorchester. Am 25. Oktober 1970 starb der Mann, der seit Gründung des Corps als erster Kommandant an dessen Spitze stand: Hans Peffekoven. Noch im gleichen Jahr wurde in einer außerordentlichen Mitgliederversammlung Leonhard Schebben, Prinz des Jahres 1951, zu dessen Nachfolger gewählt. Er übte das Amt des Kommandanten bis 1973 aus.
1971 fand dann erstmals die „Große Prunksitzung“ statt. Im gleichen Jahr wurde auch das „Kadettencorps“ gegründet, ein Zusammenschluss junger Frauen von 16 bis 25 Jahren, die als „Mariechengarde“ die Lücke zwischen Kindercorps und „großem“ Corps schlossen.
1974 wurde der Verein ins Vereinsregister beim Amtsgericht Bonn eingetragen.
1977 wurden leerstehende Hallen im Brückenkopf der Bonner Kennedybrücke von der Stadt Bonn angemietet und in den Folgejahren zum Zeughaus ausgebaut wurden. Mit diesem Zeughaus, bestehend aus großem Saal mit Bühne, kleinem Saal, zwei Theken, Küche, Sanitäranlagen, Proberäumen, Büro, Archiv, Lagerräumen und Fahrzeughalle war die Grundlage zur Weiterentwicklung geschaffen. Die Jahreshauptversammlung 1978 wurde dazu genutzt, den 1973 aus einer Notlage heraus gebildeten „Führungsstab“ in einen „geschäftsführenden Vorstand“ umzuwandeln. Dieser bestand aus dem Kommandanten und Vorsitzenden, dem Geschäftsführer und dem Schatzmeister. Zum Kommandanten und Vorsitzenden wurde der seitherige Schatzmeister und Leiter des Kindercorps, Egon Peffekoven gewählt.
Die Einweihung des Zeughauses am 13. Mai 1979 wurde mit einem Festakt begangen. Im folgenden Jahr nahm erstmals eine corpseigene Reitergruppe am Bonner Rosenmontagszug teil.
1981 wurden die Senatoren des Corps zu einem Senat zusammengefasst. Die Aufgaben des Senats liegen im Wesentlichen in der fachlichen, ideellen und materiellen Beratung und Unterstützung des Corps. Im Jahre 1982 wurden bereits im Hinblick auf das 50-jährige Corpsjubiläum 1986 der Fahrzeugpark renoviert und die Fahnen des Corps erneuert. Auch die erstmals als „Reitergruppe“ probeweise im Jahre 1980 eingesetzte Gruppe wurde als selbständige Abteilung „Reitercorps“ dem Gesamtcorps angegliedert.
1983 nahm man zusammen mit den beiden Bonner Traditionscorps an den „kurfürstlichen Spielen“ im Bonner Hofgarten teil.
1984 ließ der Senat einen weiteren Bagagewagen bauen und übergab ihn dem Corps. Das 50-jährige Corpsjubiläum 1986 wurde ein ganzes Jahr lang mit einer Vielzahl von Veranstaltungen gefeiert. Die Artillerie übergab zum Jubiläum eine von ihr selbst gebaute Kanone, die gebührend gefeiert und auf den Namen „de decke Marie“ getauft wurde.
1988 beteiligte sich das Corps an der Einweihung des neuen Wäscherinnenbrunnens. Am 16. Februar 1988 verstarb Heinrich Becker, das letzte noch lebende Gründungsmitglied.
1989 fand die erste Große Prunksitzung im gerade fertiggestellten Beueler Brückenforum statt.
Auch 1990 wiederum wurde die Obermöhn abermals im Kadettencorps der Stadtsoldaten fündig. Schon wieder kam die Wäscherprinzessin aus den Reihen des Beueler Stadtsoldaten-Corps.

## Abteilungen

### Das Reitercorps
Es war im Jahre 1978, als einige Hobbyreiter der Beueler Stadtsoldaten sich vornahmen, eine Reitergruppe zu gründen. Bereits im Bonner Rosenmontagszug 1981 ritten immerhin fünf Stadtsoldaten zu Pferde, unter ihnen auch der langjährige Kommandant. 1982 beschloss die Jahreshauptversammlung, aus dem „Reiterhaufen“ eine offizielle und reguläre Corpsabteilung mit der Bezeichnung „Reitercorps“ zu bilden.
Anlässlich des Beueler Promenadenfestes führte das Reitercorps bereit im Februar 1984 Reiter-Quadrillen und Pas-de-deux-Dressuren dar. Seit 1994 besitzt das Reitercorps eine eigene Standarte die das Reitercorps bei den Saalauftritten und zu Pferde in den Karnevalszügen mit sich führt.

### Die Infanterie
Die Infanterie ist der Ursprung des Beueler Stadtsoldaten-Corps. Bei der Gründung des Corps am 11. November 1935 bildeten die Gründungsmitglieder die „Tanzgruppe“ mit Tanzmariechen und Tanzoffizier. 1986, zum 50-jährigen Jubiläum, wurde dieser Abteilung das Kadettencorps, das Damentanzcorps, welches seit seiner Gründung im Jahre 1972 vom Kindercorps „betreut“ wurde, der „Tanzgruppe“ angeschlossen. Aus der Tanzgruppe wurde die Abteilung Infanterie. Die Infanterie wird geleitet vom „Spieß und Leiter der Infanterie“. Neben der Funktion als Leiter der Infanterie ist er als „Spieß“ auch für alle übrigen Abteilungen des Corps zuständig.
Aushängeschild der Infanterie und natürlich auch des gesamten Corps ist das Tanzpaar, Tanzmariechen und Tanzoffizier. Tänzerisch unterstützt werden die Tanzpaare von den Soldaten, die das Bild bei Auftritten vervollständigen. Bei den Auftritten wird ausnahmslos nach den Klängen des corpseigenen Musikzuges getanzt. Bei den Karnevalszügen führt die Infanterie neben der Feldküche auch einen Bagagewagen mit. Dieser nach historischem Muster gebaute Wagen, mit Holzrädern und Kutschbock versehen, beinhaltet dann die „Kamellen“ und „Strüßje“, welche die Infanterie verteilt.

### Der Musikzug
Erstmals am 11. November 1950 traten sechs Fanfarenspieler und vier Trommler im Rheingold-Theater vor Publikum auf. Rund 15 Jahre musizierte man als reiner Fanfarenzug und begleitete das Beueler Stadtsoldaten-Corps bei seinen Auftritten. Jeweils der Einmarsch und Ausmarsch aus den Sälen erfolgte mit den Fanfarenmärschen.
1968 tauschte man die bisherigen Fanfaren gegen so genannte Ventil-Fanfaren aus.
Somit konnte in der Session 1969/1970 eine „richtige“ Blaskapelle auftreten, die bis zu 30 Mann stark war. Diese konnte nun zu verschiedenen Anlässen spielen: Schützenumzüge, Bonner Sommer-Auftritte, SSF-Markfest, Pützchens Markt, Bonner Ruder-Gesellschaft, U-Bahn-Einweihung, Weihnachtslicht des Bonner General-Anzeigers, Bundesgartenschau, Rheinhotel Dreesen, Martinszüge usw. Aber auch bei „ernsten“ Angelegenheiten trat und tritt man auf: Fronleichnamsprozessionen, Christmetten, Beerdigungen … „alles … mir han alles jebloose, … vürher un och no-her!“ (Zitat). Alle Mitglieder des Musikzuges sind Mitglieder im Beueler Stadtsoldaten-Corps, der somit als einziger Corps im Köln-Bonner Raum einen vereinseigenen Musikzug besitzt.

### Die Artillerie
Als die Mitglieder des Beueler Stadtsoldaten-Corps in den Vorbereitungen des 50. Corpsjubiläums im Jahre 1986 steckten, kam bei einigen Kameraden die Idee auf, eine Kanone mit Protze zu beschaffen und dem Corps zum 50. Jubiläum zu schenken. Tatsächlich schafften sie es, pünktlich zum Generalappell am 9. November 1985, der den Auftakt zum Corpsjubiläum darstellte, die Kanone samt Protze im Zeughaus dem Corps zu übergeben. Sie wurde sogleich auf den Namen „de dicke Marie“ getauft. Die Erbauer der Kanone, die alsbald als „Kanonenbauer“ bezeichnet wurden, strebten die Gründung einer eigenen Abteilung innerhalb des Corps an. Das Beueler Stadtsoldaten-Corps hatte nunmehr eine weitere Abteilung mit dem Namen „Artillerie“. „De dicke Marie“ ist eine friedliche Kanone, die lediglich „böllern“ kann. Mit „Schussgenehmigung“ der Polizei vom „Beschussamt“ darf sie nur von den Kameraden eingesetzt werden, die die entsprechende Prüfung abgelegt haben.

### Der Landsturm
Der „Landsturm“, die „ahl Büggele“ des Corps, gründete sich im Jahre 2000 neu. Aktive Kameraden aus den verschiedenen Abteilungen, die nicht mehr musizierten, tanzten oder beim Reitercorps mitmachen konnten, bildeten den Grundstock des neuen Landsturms. Mindestalter ist 45 Jahre.

### Das Kindercorps
Bereits im Jahr 1938 wurde, um den eigenen Nachwuchs zu beschäftigen, der Kindercorps ins Leben gerufen.
Mit rund 20 Kindern wurden Tänze einstudiert und an Karneval durch die Straßen marschiert. Das Kindercorps entwickelte sich stetig weiter. Mittlerweile besteht das Kindercorps aus etwa 70 Kindern und ist damit vermutlich eines der größten im gesamten Rheinland. Um die aus dem Kindercorps herausgewachsenen Jugendlichen für den „großen“ Corps zu erhalten, wurde das „Kadettencorps“ gegründet, eine Gruppe junger Damen ab 16 Jahren. Heute ist diese Gruppe der Infanterie angeschlossen. Die Jungen dieses Alters konnten wählen zwischen Musikzug und Tanzgruppe. So wurde die Lücke zwischen Kindercorps und großem Corps geschlossen.

### Der Senat
Der erste Kommandant der Beueler Stadtsoldaten begann im Jahre 1956 damit, Persönlichkeiten, die sich auf irgendeine Weise um das Corps verdient gemacht hatten, zu Senatoren zu ernennen. Als äußeres Zeichen erhielten sie die Feldmütze (Schiffchen) des Corps. Bis 1981 wurde jährlich der „Sammelsonntag“ durchgeführt. Man zog bei Wind und Wetter zu den einzelnen Senatoren, präsentierte das Corps im „Kampf gegen Griesgram und Muckertum“ mit Musik und Tanz und erhoffte eine angemessene Spende für die sozialen Belange des Corps.
Die einzelnen Senatoren wurden zu einem Senat zusammengefasst und ein Senatspräsident gewählt.
Die künftigen Aufgaben des neuen Senats werden wie folgt umschrieben: Unterstützung des Corps in allen Angelegenheiten, die von ihm selbst nicht oder nur unter Schwierigkeiten erreicht werden können durch
- ideelle Unterstützung
- fachliche Beratung
- finanzielle Unterstützung
- Findung und Erschließung von Finanzierungsmöglichkeiten
- Vermittlung von Möglichkeiten und Wegen anstehende Maßnahmen und Ziele zu erreichen.

Der künftige „Sammelsonntag“ soll einmal in der Karnevalssession als „Senatorenabend“ stattfinden, wobei das Corps organisatorische Hilfestellung leistet. Man einigte sich darauf, dass der erste „Senatorenabend“ als „Senatsfrühschoppen“ in der Karnevalssession 1982 am Sonntag, dem 24. Januar 1982 um 11.11 Uhr, im Zeughaus durchgeführt werden soll. Dieser erste Senatsfrühschoppen, der bis zu den Abendstunden ausuferte, machte die bisherigen „Sammelsonntage“ schnellstens „vergessen“. Seitdem wird Jahr für Jahr dieser Frühschoppen durchgeführt.

## Altenbetreuung
Neben seinen karnevalistischen Aktivitäten, denkt das Beueler Stadtsoldaten-Corps aber auch an diejenigen Menschen, die in Alteneinrichtungen leben und an die älteren Menschen zu Hause im Allgemeinen.
So richtet das Corps zwei Veranstaltungen zur Altenbetreuung aus, die Altenfahrt im Mai des Jahres und der Seniorennachmittag im Advent. Der Montag nach Muttertag im Mai ist bereits seit Jahren in den Seniorenheimen Vilich, Pützchen und Ramersdorf sowie in einigen Seniorenbegegnungsstätten in Beuel und Vilich für die Stadtsoldaten reserviert. Die Fahrt geht in das Bergische Land, den Westerwald, das Ahrgebiet oder die Eifel. Nachmittags wird zu Kaffee und Kuchen Halt gemacht und abends trifft man im Zeughaus in Beuel wieder ein, wo nach dem gemeinsamen Abendessen zum Tanz aufgespielt wird. Finanziert werden diese Seniorenfahrten durch die jährlichen Büchsensammlungen während der Karnevalssession. Darüber hinaus spenden Beueler Firmen Kuchen und Lebensmittel für diese Maßnahme. Diese Art der Betreuung wurde zu Beginn der 1950er Jahre ins Leben gerufen.
Erstmals am 2. Adventssonntag des Jahres 1992, wurden die Bürger, die in diesem Jahre 66 Jahre alt geworden waren oder noch werden, jeweils mit ihrem Partner zu einem bunten Nachmittag in das Zeughaus eingeladen. Kaffee und Kuchen, Tanz, weihnachtliches Konzert des Musikzuges und als Höhepunkt der Besuch von St. Nikolaus, der für jeden eine Tüte mitbringt, stehen auf dem Programm.

## Pützchens Markt – Betrieb einer Zeltwirtschaft
Seit 1960 sind die Beueler Stadtsoldaten Jahr für Jahr auf Pützchens Markt vertreten. Von 1960 bis 1994 schlugen sie ihr „Zelt“ im Hofe des Grundstücks Marktstraße 17 auf und führten eine der wenigen noch verbliebenen „Hauswirtschaften“, die auf den Ursprung des Pützchens Marktes zurückzuführen sind. Pützchener Bürger öffneten schon vor Jahrhunderten Haus und Hof, um den Wallfahrern, die St. Adelheid verehrten und jährlich zum Brünnchen kamen, Unterkunft und Verpflegung in Form von einfacher Hausmannskost zu bieten.
Einfache Speisen, wie Erbsensuppe, Würstchen, Käsebrot, Kartoffelsalat u. a. anzubieten, ist auch das Ziel der Stadtsoldaten immer gewesen.

## Das Zeughaus
„Wenn wir uns vor einem Jahr hier getroffen hätten, hätten wir Gummistiefel und Regenschirm gebraucht. Denn hier war es nass, kalt und dunkel“. Mit diesen Worten überreichte inzwischen verstorbene Senator und Architekt Heinz Schmitz symbolisch den Hausschlüssel an den damaligen Kommandanten. Nach etwa zweijähriger Bauzeit wurde aus leerstehenden Hallen im Brückenkopf der Kennedybrücke an der Rheinaustraße ein „Zeughaus“. Nach Jahren des Provisoriums und dem Einsatz von vielen Arbeitsstunden haben die Beueler Stadtsoldaten dort eine endgültige Bleibe gefunden. Durch zahlreiche Spenden von Firmen konnte dieses Werk überhaupt ermöglicht werden.
Das Zeughaus dient zuerst zur Unterstellung der Fahrzeuge, Gerätschaften, Uniformen usw. des Corps. Aber auch die Proben des Musikzuges, der Infanterie, des Kadettencorps und des Kindercorps finden dort statt. Für Veranstaltungen aller Art, vom Kostümball, Frühschoppen bis hin zu Theateraufführungen können die großzügig angelegten Räume genutzt werden. Zwei Theken und ein Kühlraum dienen zur Bewirtschaftung beider Versammlungsräume, die durch eine Zwischenwand in einen größeren und einen kleineren Raum abgeteilt werden können.

## Mitglieder
Im Jahr 2005 hatte der Verein 527 Mitglieder die sich in:
- Aktive
- Inaktive,
- Kinder und
- Senatoren

aufteilen.